# GmbH-Geschäftsführer-Haftung
Unter Geschäftsführer-Haftung ist die Haftung des GmbH-Geschäftsführers für seine Pflichtverletzungen zu verstehen.

## Haftung gegenüber der Gesellschaft
Während ein Gesellschafter einer GmbH sich aus der Geschäftsführung der GmbH weitestgehend heraushalten kann, ist der Geschäftsführer das Organ der Gesellschaft, dem die Führung der Geschäfte obliegt. Bei der Erfüllung dieser Pflicht hat der Geschäftsführer die „Sorgfalt eines ordentlichen Geschäftsmannes anzuwenden“, § 43 Abs. 1 GmbHG (siehe auch ordnungsgemäße Geschäftsführung). Der Geschäftsführer haftet bei Verletzung dieser Pflichten grundsätzlich nur der Gesellschaft gegenüber, § 43 Abs. 2 GmbHG. Verfügt die Gesellschaft über mehrere Geschäftsführer, sind sie grundsätzlich gemeinschaftlich für die Unternehmensleitung verantwortlich. Auch eine interne Zuständigkeitsordnung für die Geschäftsführer (Ressortzuständigkeit) hebt den Grundsatz der Gesamtzuständigkeit der Geschäftsführer grundsätzlich nicht auf, kann aber im Einzelfall die Haftung des einzelnen Geschäftsführers für Schäden in dem ihm nicht zugewiesenen Ressort beschränken. Nach der Rechtsprechung des Bundesgerichtshofs kann eine solche Vereinbarung der Ressortzuständigkeit zwischen den Geschäftsführern auch mündlich getroffen werden.
Darüber hinaus haftet der Geschäftsführer auch nach § 64 GmbHG für sämtliche Zahlungen, welche nach Eintritt eines Insolvenzgrundes (Zahlungsunfähigkeit oder Überschuldung) geleistet werden. Dies gilt nur dann nicht, wenn es sich hierbei um Zahlungen handelt, die auch nach diesem Zeitpunkt „mit der Sorgfalt eines ordentlichen Geschäftsmanns vereinbar“ sind. Dies ist in aller Regel nur bei solchen Zahlungen der Fall, deren Unterlassung auch im Rahmen einer Insolvenz zu gravierenden Folgeschäden führen würde (etwa Abstellen des Stroms bei Kühlhaus mit verderblicher Ware o. ä.). Die Haftung des Geschäftsführers wegen Zahlungen nach Eintritt der Insolvenzreife greift (je nach Einzelfall) unter Umständen sogar dann, wenn überfällige Steuern und Abgaben bezahlt werden oder aber Material zur Fortführung des nicht profitablen Geschäftsbetriebes erworben wird.
Die bis Juli 2019 umzusetzende europäische Richtlinie über Restrukturierung und Insolvenz sieht in Art. 19 vor, dass im Falle wahrscheinlicher Insolvenz künftig die Geschäftsführer nicht nur die Interessen der Gesellschafter, sondern auch die Interessen der Gläubiger und sonstiger Beteiligter zu berücksichtigen haben. Die Tragweite dieser Regelung und ihre Umsetzung durch den deutschen Gesetzgeber sind noch nicht geklärt.
Die fortwirkende Haftung von Geschäftsführern gegenüber Neugläubigern in Insolvenzfällen wird durch die Rechtsprechung des Bundesgerichtshofs (BGH) zeitlich ausgedehnt. Wesentliche Punkte sind:
- Haftung nach Ausscheiden: Geschäftsführer haften auch nach ihrem Ausscheiden aus der Firma für Schäden, wenn sie es während ihrer Amtszeit versäumt haben, rechtzeitig einen Insolvenzantrag zu stellen. Dies gilt auch für Verträge, die nach ihrem Ausscheiden abgeschlossen wurden, sofern diese bei einem rechtzeitigen Insolvenzantrag nicht zustande gekommen wären.
- Unbegrenzte zeitliche Haftung: Die Haftung des Geschäftsführers endet nicht mit seinem Ausscheiden oder zeitlich begrenzt. Dies erhöht die Bedeutung der regelmäßigen Überprüfung der Insolvenzreife des Unternehmens.

Zusammengefasst bleibt der Geschäftsführer bei einer Insolvenzverschleppung persönlich haftbar, selbst wenn er nicht mehr im Amt ist, er trägt Verantwortung für eine Gefahrenlage, die später zu Schäden führt. Die Urteile erweitern somit das Haftungsrisiko erheblich.

## Haftung gegenüber Dritten
Gegenüber Außenstehenden haftet er
- nach § 823 BGB bei vorsätzlicher Rechtsverletzung eines anderen
- nach § 15a Insolvenzordnung (InsO) bei  Verletzung der Insolvenzantragspflicht
- nach § 266a Strafgesetzbuch bei Vorenthaltung von Arbeitsentgelt bzw. Nichtabführung von Sozialversicherungsbeiträgen
- nach § 283 Strafgesetzbuch, wenn er bei Überschuldung oder Zahlungsunfähigkeit Vermögen beiseiteschafft
- nach § 283c Strafgesetzbuch bei Gläubigerbegünstigung
- nach § 34, § 69 Abgabenordnung bei Verletzung steuerlicher Pflichten
- nach § 71 Abgabenordnung, wenn er Steuerhinterziehung oder Steuerhehlerei begeht

Verfügt die Gesellschaft über mehrere Geschäftsführer, kann der Grundsatz der Gesamtverantwortung auch haftungsbegründend für alle Geschäftsführer wirken. Verstößt einer der Geschäftsführer gegen ein gesetzliches Verbot, kann eine Haftung gegenüber den anderen Geschäftsführern entstehen, wenn sie die Rechtsverletzung ihres Mitgeschäftsführers hätten erkennen können und nicht das ihnen rechtlich Mögliche und Zumutbare unternehmen, um die Verletzung von Rechtsgütern Dritter zu beenden. Auch im Außenverhältnis entbindet eine interne Zuständigkeitsordnung unter den Geschäftsführern die ressortfremden Geschäftsführer nicht, den ressortzuständigen Geschäftsführer zu kontrollieren.

## Haftung des Gesellschafter-Geschäftsführers
Bei der Frage der Haftung eines Gesellschafter-Geschäftsführers müssen beide Ebenen (Gesellschafter- und Geschäftsführerebene) für sich betrachtet werden. Ein Gesellschafter haftet grundsätzlich nicht für die Verbindlichkeiten der GmbH. Insoweit ist die Haftung beschränkt (§ 13 GmbHG). Ein Gesellschafter kann sich jedoch nicht auf seine beschränkte Haftung berufen (§ 13 GmbHG), wenn er zugleich Geschäftsführer ist und seine Geschäftsführerpflichten vernachlässigt hat.

## Absicherung und Haftungsminderung
Die Geschäftsführerhaftung kann – zumindest teilweise – durch eine sog. D&O-Versicherung abgesichert werden. Neben der Absicherung stehen dem Geschäftsführer zudem eine Reihe an Möglichkeiten zur Verfügung die Haftung über seinen Anstellungsvertrag (z. B. durch Haftungsklauseln, D&O-Verschaffungsklausel) als auch über Entlastungen in der Gesellschafterversammlungen zu mindern.